# Shudurul
Šudurul is ca. 2168-2154 v.Chr. volgens de Sumerische koningslijst de laatste koning van de dynastie van Akkad, hoewel het duidelijk is dat hij noch zijn voorganger afstammelingen van Sargon waren.
Er is verder erg weinig over deze koning bekend hoewel er in het zuidoosten van Anatolië, ver van de stad Akkad, een inscriptie met zijn naam aangetroffen is. Hoewel dit laat zien dat hij waarschijnlijk wel bestaan heeft, is het niet aan te nemen dat hij zo ver van zijn thuisbasis enige macht uitoefende. Handelscontacten die zijn stadstaat nog wist te onderhouden, zijn waarschijnlijker. Hoe het Akkadische Rijk precies aan zijn eind gekomen is, is verre van duidelijk. In later tijden werd dat geheel aan de verderfelijke Guti geweten en de koningslijst geeft een hele rij Guti-koningen, maar het is twijfelachtig dat zij over geheel Sumer en Akkad regeerden. Het is waarschijnlijker dat (mede) door hun toedoen het land weer in vele stadstaten en stadstaatjes uiteenviel.